# Lac Bathtub
Le lac Bathtub (en anglais : Bathtub Lake) est un lac américain dans le comté de Lassen, en Californie. Il est situé à 1 849 mètres d'altitude au sein du parc national volcanique de Lassen.